# Pogănești
Pogănești è un comune della Moldavia situato nel distretto di Hîncești di 1.617 abitanti al censimento del 2004

## Località
Il comune è formato dall'insieme delle seguenti località (popolazione 2004):
- Pogănești (1.462 abitanti)
- Marchet (155 abitanti)